# Pyrenophora pellita
Pyrenophora pellita är en svampart som först beskrevs av Elias Fries, och fick sitt nu gällande namn av Pier Andrea Saccardo 1883. Pyrenophora pellita ingår i släktet Pyrenophora och familjen Pleosporaceae.   Inga underarter finns listade i Catalogue of Life.
I den svenska databasen Dyntaxa används istället namnet Nodulosphaeria pellita för samma taxon.  Arten är reproducerande i Sverige.